# نيكولا سانابريا
نيكولا سانابريا (بالإنجليزية: Nicolas Sanabria) هو شخصية أعمال أمريكي، ولد في 4 نوفمبر 1889 في نيويورك في الولايات المتحدة، وتوفي في 1 ديسمبر 1945.

## هواية جمع الطوابع الجوية
كان نيكولا من هواة جمع الطوابع الجوية، وكان مهتمًا في المقام الأول بمجال الطوابع. يُعد اسمه مألوفاً لدى هواة جمع الطوابع الجوية بسبب فهرس سانابريا الخاص به.

الإصدار الأول لفهرس سانابريا (الفهرس القياسي لطوابع البريد الجوي)، طبعة عام 1936

فهرس سانابريا للبريد الجوي، طبعة عام 1943

كان نيكولا سانابريا تاجرًا وبائعًا بالمزاد العلني ومفهرسًا لطوابع البريد الجوي وتاريخ البريد الجوي في العالم. وقد أصدر أول فهرس لهُ في عام 1936، بعنوان "الفهرس القياسي لطوابع البريد الجوي"، بعد حصولهِ على حقوق الطبع من شركة سكوت للطوابع والعملات. وقد أعاد تسمية الفهرس لاحقًا في عام 1940 باسم "فهرس سانابريا للبريد الجوي". أصبح الفهرس هو المعيار العالمي لإدراج طوابع البريد الجوي (البريد الجوي).

## وفاته
توفي في عام 1945 أثناء عمله على فهرس سانابريا المنقح لعام 1946.

## الجوائز والتكريم
في عام 1951، وضع اسم نيكولا سانابريا للتكريم في قاعة مشاهير الجمعية الأمريكية لهواة جمع الطوابع.
أصدرت مكاتب البريد الحكومية في جميع أنحاء العالم طوابع البريد الجوي منذ بداية القرن العشرين وحتى عقد أو نحو ذلك بعد الحرب العالمية الثانية. ويُعد فهرس سانابريا للبريد الجوي تذكاراً لهذا المجال الهام من طوابع البريد الذي يُطلق عليه اسم هواية جمع الطوابع الجوية.